# نشانه پیبادی
نشانه پیبادی (انگلیسی: Peabody's sign) یک نشانهٔ بالینی است که ممکن است در بیماران مبتلا به ترومبوز سیاهرگی عمقی (DVT) دیده شود. این نشانه زمانی مثبت است که اسپاسم ماهیچه سه‌سر پشت ساق هنگام بالا بردن پای آسیب‌دیده (در حالی که پا کاملاً باز است)، رخ دهد. این علامت برای وجود ترومبوز سیاهرگی عمقی نه حساس است و نه اختصاصی.
این نشانهٔ پزشکی نخستین بار توسط جراح آمریکایی «سی. نیوتون پیبادی» در سال ۱۹۶۴ توصیف شد.